# Звънарка (село)
Звънарка е село в Южна България.
То се намира в община Крумовград, област Кърджали.

## География
Село Звънарка се намира в Родопите.

## История
Старото му име е Юунуз кьой.
През 2008 година махалите Орех, Зейка и Бодрово са отделени в самостоятелно село Орех.

## Население
Численост и дял на етническите групи според преброяването на населението през 2011 г.:
|                     | Численост | Дял (в %) |
| Общо                | 589       | 100,00    |
| Българи             | 0         | 0,00      |
| Турци               | 487       | 82,68     |
| Цигани              | 0         | 0,00      |
| Други               | 0         | 0,00      |
| Не се самоопределят | 0         | 0,00      |
| Неотговорили        | 100       | 16,97     |

## Религии
Основната религия тук е ислямът. Преобладаваща част от хората са мюсюлмани. Тук живеят турци, българи и роми.